# Шид (Лучењец)
Шид (слч. Šíd) насељено је мјесто са административним статусом сеоске општине (слч. obec) у округу Лучењец, у Банскобистричком крају, Словачка Република.

## Становништво
| Година:    | 1994. | 2004.   | 2014.    | 2024.    |
| ---------- | ----- | ------- | -------- | -------- |
| Број људи: | 1082  | 1135    | 1284     | 1431     |
| Разлика:   |       | +4,89 % | +13,12 % | +11,44 % |

| Година:    | 2023. | 2024.   |
| ---------- | ----- | ------- |
| Број људи: | 1429  | 1431    |
| Разлика:   |       | +0,13 % |

Према подацима о броју становника из 2011. године насеље је имало 1.234 становника.